# Rafael Goiano
Rafael Mattos dos Santos, hay Rafael Goiano (sinh ngày 22 tháng 1 năm 1990) là một cầu thủ bóng đá người Brasil thi đấu cho Mafra.

## Sự nghiệp câu lạc bộ
Anh ra mắt chuyên nghiệp tại Campeonato Brasileiro Série B cho Boa vào ngày 26 tháng 9 năm 2012 trong trận đấu trước Joinville.